# Stauraumspülung
Stauraumspülung bezeichnet eine Methode zur Befreiung des Stauraumes eines Laufkraftwerks oder Speicherkraftwerks von Ablagerungen wie zum Beispiel Sedimenten, welche sich dort durch den fehlenden Geschiebetransport bilden. Bei einer Stauraumspülung werden entweder die Wehrklappen eines Wasserkraftwerks oder die Grundablässe geöffnet. Die Ablagerungen im Stauraum sollen dadurch in das Unterwasser des Kraftwerks ausgespült werden. Stauraumspülungen können aufgrund der verursachten Trübung, Temperaturveränderung und Sedimentverfrachtung ökologisch problematisch sein. 
Bei Stauraumspülungen werden in erster Linie nur die feinen Schlämme und Sande verfrachtet, da diese Fraktionen sich am ehesten mobilisieren lassen. Das grobe Geschiebe hingegen lagert sich eher in der Stauwurzel des Sees ab und würde nur bei einem Hochwasser weitertransportiert werden. Der Abtransport dieser, für die Sohlenstabilisierung und zur Schaffung natürlicher Strukturen (beispielsweise Laichplätze) wichtigen Geschiebefraktionen erfolgt nur in einem geringen Ausmaß. Der Großteil des Schotters und der Kiese bleibt in den Stauräumen liegen und fehlt im untenliegenden Flusslauf. Dadurch gräbt sich der Fluss unterhalb des Kraftwerkes weiter in sein Flussbett ein und kann ein Absinken des Grundwasserspiegels bewirken.
Stauraumspülungen können mit sehr schnellem Trockenfallen von Flachwasserzonen im Oberwasser des Kraftwerkes einhergehen. Dies kann für Fische aller Arten, vor allem Jungfische, die sich ausschließlich in den strömungsgeschützen Seichtwasserbereichen aufhalten, problematisch werden. 
Während der Stauraumspülung können die verfrachteten Schlämme im Unterwasser eine Erhöhung der Schwebstoffkonzentration bei gleichzeitiger Sauerstoffzehrung hervorrufen. Viele Aquatische Organismen werden dadurch massiv geschädigt, für manche kann diese Situation letal sein. Darüber hinaus kann es zu einer wesentlichen Beeinträchtigung des Lebensraumes durch massive Schlammablagerungen in Buchten und Kehrwassern und der Versiegelung des lebensnotwendigen Kieslückensystems, das auch für die Selbstreinigungskraft eines Flusses verantwortlich ist. 1995 gab es dazu am Beispiel des österreichischen Stausees Margaritze eine parlamentarische Anfrage und Beantwortung durch den unter anderem für Wasserwirtschaft zuständigen Bundesminister Wilhelm Molterer. 2015 gab es nach einer Stauraumspülung in Österreich Proteste der Fischerei und von Anrainern der Möll.
Eine besondere Bedeutung bekommen Stauraumspülungen im Zusammenhang mit Stauketten. Die verwesenden Ablagerungen werden dabei vom Stauraum eines Kraftwerkes in den Stauraum des Nächsten gespült. So summieren sich die ausgespülten Ablagerungen von Kraftwerk zu Kraftwerk genauso wie ihre negativen ökologischen Folgen. 
Regelmäßige Stauraumspülungen können aber durchaus auch den positiven Aspekt der Sedimentanreicherung im Unterwasser haben. Da die Stauanlage als Sedimentfalle wirkt, fehlt das Geschiebe im Unterwasser, was häufig zu Erosion und Gewässervertiefung führt. Eine Stauraumspülung führt dem Unterwasser zumindest einen Teil des Geschiebes wieder zu.
Grundsätzlich gelingt es bei den Stauräumen von Talsperren nicht, die Sedimente vollständig auszuspülen. Einerseits bildet sich im entleerten Stauraum ein Graben, dessen unmittelbarer Verlauf zwar von Sedimenten befreit wird, während jedoch der Schlamm links und rechts des Grabens in der Regel liegen bleibt. Hinzu kommt, dass vor allem das grobe Geschiebe nur bei Hochwasser verlagert wird, Hochwässer aber in der Regel nicht durch den Grundablass abgeführt werden können.
Heute sind Stauraumspülungen zum Zwecke der Sedimentberäumung in Mitteleuropa kaum noch zulässig.